# Risto Siliqi
Risto Siliqi (ur. 16 sierpnia 1882 w Szkodrze, zm. 1 maja 1936 tamże) – albański prawnik, poeta, publicysta i działacz narodowy.

## Życiorys
Był synem piekarza Llazara Siliqiego. Początkowo uczył się w szkole serbskiej, a następnie w osmańskiej ruzhdije. W młodości związał się z ruchem narodowym. Zagrożony aresztowaniem opuścił Szkodrę i osiedlił się w Cetynii, gdzie wspólnie z braćmi otworzył Hotel Albania, stanowiący centrum spotkań działaczy narodowych. Wielokrotnie odwiedzał Rumunię i Bułgarię, współpracując z tamtejszymi organizacjami diaspory albańskiej. W 1911 współorganizował Komitet Albański (Komiteti Shqiptar), przygotowujący powstanie antyosmańskie. Był sygnatariuszem memorandum z Gërçe, w którym domagano się od władz osmańskich autonomii dla ziem albańskich. Po wybuchu I wojny bałkańskiej zagrożony aresztowaniem przez władze Czarnogóry schronił się w Kotorze, a stamtąd powrócił do Szkodry w roku 1913. Sąd w Cetinju skazał go na karę śmierci in absentia za działania wrogie wobec państwa czarnogórskiego.
W Szkodrze założył w 1913 stowarzyszenie patriotyczne Liga Albańska (Lidhja Shqiptare) i zaczął wydawanie czasopisma Nowa Albania (Shqypnija e Re), wspólnie z Hilem Mosim. W 1914 przyłączył się do oddziałów wiernych Wilhelmowi zu Wiedowi i walczył z rebeliantami Haxhi Qamiliego. Po wybuchu wojny oddziały czarnogórskie wkroczyły do Szkodry, a Siliqi został aresztowany. Przed egzekucją uchroniła go ofensywa wojsk austro-węgierskich.
W roku 1922 w niepodległym państwie albańskim sprawował urząd sędziego w sądzie okręgowym we Wlorze, a w 1923 objął stanowisko I sekretarza w ministerstwie sprawiedliwości. W tym czasie zaprzyjaźnił się z Fanem Nolim. Po jego wyjeździe z kraju w grudniu 1924 zaprzestał działalności politycznej, powrócił do Szkodry, gdzie do końca życia pracował w zawodzie prawnika.

## Twórczość
Pierwsze utwory poetyckie Siliqi publikował w roku 1900, pisząc w języku bogatym w słowiańskie i tureckie zapożyczenia. Pierwsze utwory miały charakter osobisty, z licznymi odniesieniami do sytuacji społecznej, w której się znajdował. Z czasem jego utwory zdominowała tematyka patriotyczna, zachęcał w nich rodaków do porzucenia bierności i pasywizmu. Większość jego utworów ukazała się w prasie, ale w 1913 opublikował w Trieście tomik poezji (Pasqyra e ditëve të përgjakshme). Kolejne tomiki poezji Siliqiego publikowano po II wojnie światowej, już po śmierci autora, w opracowaniu Dhimitra Fullaniego (Vepra të zgjedhura, Tirana 1956). Nowe wydanie twórczości Siliqiego ukazało się w roku 1998 w Szkodrze, nakładem rodziny poety (Rreze agimi : poezi dhe publicistikë).
Imię Siliqiego nosi jedna z ulic w Szkodrze.